# Pandemia de COVID-19 en Portugal
Los dos primeros casos de la Pandemia de COVID-19 en Portugal se informaron el 2 de marzo de 2020, siendo este el último país de Europa occidental al cual llegó el virus. Cuando dos pacientes de nacionalidad portuguesa llegaron al país, uno de ellos viajó por el norte de Italia por vacaciones y el segundo arribó desde España por motivos de trabajo. El primer caso fue el de un médico portugués de 60 años quien había pasado sus vacaciones en la región italiana de Lombardía y fue internado en el hospital de Santo António de Oporto y el segundo un contratista de la región norte del país quien estuvo en la ciudad española de Valencia, siendo internado en el hospital de São João, también en la ciudad de Oporto. El distrito de Oporto es donde más casos han sido registrados, principalmente en las localidades de Felgueiras y Lousada.
Al día 9 de marzo existían 31 casos positivos, el gobierno recomendó aplazar los vuelos y el cierre temporal de las instituciones educativas regionales de los lugares más afectados. Más tarde, el gobierno decidió extremar las medidas, alcanzando la cuarentena de localidades. El presidente de la república, Marcelo Rebelo de Sousa, decidió entrar en cuarentena voluntaria en su residencia en Cascaes después de haber permanecido en contacto con un grupo de jóvenes de una escuela de Felgueiras donde hubo un caso positivo; si bien las pruebas dieron negativas, el presidente decidió permanecer en cuarentena para evitar problemas.
A partir del 15 de marzo el número de infectados ha llegado a 245, con tres personas recuperadas. A pesar de no tener decesos registrados, el gobierno declaró el estado de alerta anunciando el cierre de centros educativos, centros de diversión nocturna, limitación en los aforos de los restaurantes y la restricción de los eventos masivos.
Al 2 de julio de 2020, había 42,782 casos confirmados, con un total de 1,587 muertes y 28,097 ya recuperados. Actualmente, 510 personas están hospitalizadas, 77 de las cuales están en unidades de cuidados intensivos. Sin embargo, los expertos advierten que es probable que el número actual de infecciones sea mucho mayor que el número de casos confirmados, ya que las pruebas se limitan a un número específico de personas con síntomas y porque muchas personas con síntomas leves o incluso asintomáticos no lo hacen. buscar asistencia médica, a pesar de que están transmitiendo activamente el virus.
Hasta el 20 de febrero de 2022, se contabiliza la cifra de 3,187,389 casos confirmados, 20,831 fallecidos y 2,676,699 recuperados del virus.

## Nivel de alerta
Gobierno de Portugal ha declarado el nivel más alto de alerta debido a COVID-19, manteniéndolo hasta el 9 de abril. Portugal ha entrado a una fase de atenuación por la transmisión comunitaria detectada en la nación y existe una necesidad de implementar medidas más duras.

## Hospitales para COVID-19
La siguiente es una lista de la línea de frente COVID-19 en los hospitales.
| Región                  | Hospital                  | Medicina General | Pediatría |
| ----------------------- | ------------------------- | ---------------- | --------- |
| Región Norte            | Braga                     | Sí               |           |
| Región Norte            | S. António                | Sí               |           |
| Región Norte            | S. João                   | Sí               | Sí        |
| Región Norte            | Pedro Hispano             | Sí               |           |
| Región Centro           | CHU Coímbra               | Sí               | Sí        |
| Región Centro           | ULS Guarda                | Sí               | Sí        |
| Lisboa y Valle del Tajo | St. Maria                 | Sí               |           |
| Lisboa y Valle del Tajo | Curry Cabral              | Sí               |           |
| Lisboa y Valle del Tajo | D. Estefânia              |                  | Sí        |
| Algarve                 | Faro                      | Sí               | Sí        |
| Madeira                 | Dr. Nélio Mendonça        | Sí               | Sí        |
| Azores                  | Santo Espirito (Terceira) | Sí               | Sí        |

## Primeros casos
[[Archivo:Ponto-de-situacao-atual-em-portugal-20.03.15.png|miniatura|Archivado el 17 de marzo de 2020 en Wayback Machine. Portugal COVID-19 mapa proporcionado por DGS.]

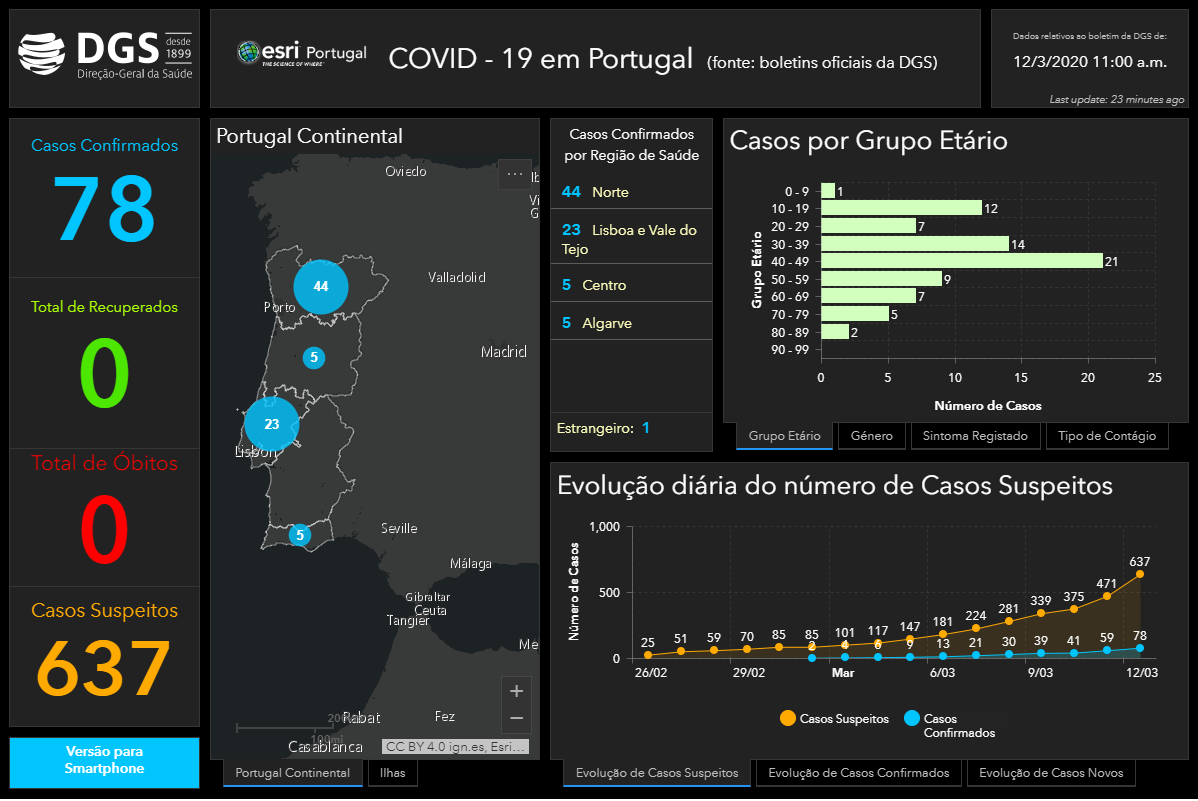
[https://covid19.min-saude.pt/ponto-de-situacao-atual-em-portugal/ Portugal COVID-19 mapa proporcionado por DGS.

El día 2 de marzo, se registraron dos casos confirmados en Portugal, ambos en la ciudad de Oporto. Uno de los pacientes era un doctor que había regresado de vacaciones del norte de Italia y el otro un trabajador de arribaba desde España.
La organización de salud gubernamental portuguesa, DGS, proporciona una situación oficial graph interfaz: Ponto de situação atual em Portugal Archivado el 17 de marzo de 2020 en Wayback Machine.
Se reportaron 31 casos el 9 de marzo de 2020.
Al 12 de marzo pasa la marca de los 100 contagios en el país
Los casos aumentaron por contagio local y el día 13 de marzo de 2020 el gobierno decidió marcar el estado de alerta en toda la nación, esto se suma al nuevo foco de infección europeo con tasas altas de contagio en toda la región.
| Casos    | Fecha               | Años  | Sexo   | Nacionalidad        | Centro médico                                       | Región o Ciudad | Foco de infección                        | Estado del paciente              | Fuentes                                                        |
| -------- | ------------------- | ----- | ------ | ------------------- | --------------------------------------------------- | --------------- | ---------------------------------------- | -------------------------------- | -------------------------------------------------------------- |
| 1        | 2 de marzo de 2020  | 60    | Hombre | Bandera de Portugal | Hospital Geral de Santo António, Oporto             | Oporto          | Contacto de persona a persona en         | Confirmados y hospitalizados     | [ 18 ] [ 19 ] [ 20 ]                                           |
| 2        | 2 de marzo de 2020  | 33    | Hombre | Bandera de Portugal | Centro Hospitalar Universitário de São João, Oporto | Oporto          | ()                                       | Confirmados y hospitalizados     |                                                                |
| 3        | 3 de marzo de 2020  | 60    | Hombre | Bandera de Portugal | Centro Hospitalar Universitário de São João, Oporto | Oporto          | Vinculado a un caso reciente             | Confirmados y hospitalizados     | [ 21 ] [ 22 ] [ 23 ]                                           |
| 4        | 3 de marzo de 2020  | 37    | Hombre | Bandera de Portugal | Hospital Curry Cabral, Lisboa                       | Lisboa          | Vinculado a un caso reciente             | Confirmados y hospitalizados     | [ 21 ] [ 22 ] [ 23 ]                                           |
| 5        | 4 de marzo de 2020  | 44    | Hombre | Bandera de Portugal | Centro Hospitalar Universitário de São João, Oporto | Coímbra         | Contacto de persona a persona en Bergamo | Confirmados y hospitalizados     | [ 24 ] [ 25 ] [ 26 ]                                           |
| 6        | 4 de marzo de 2020  | 40-49 | Mujer  | Bandera de Portugal | Hospital Curry Cabral, Lisboa                       | Lisboa          | Contacto de persona a persona en Milan   | Confirmados y hospitalizados     | [ 27 ] [ 28 ] [ 29 ] [ 30 ]                                    |
| 7        | 5 de marzo de 2020  | 50    | Hombre | Bandera de Portugal | Centro Hospitalar Universitário de São João, Oporto | Oporto          | Contacto de persona a persona en         | Confirmados y hospitalizados     | [ 31 ] [ 32 ]                                                  |
| 8        | 5 de marzo de 2020  | 49    | Hombre | Bandera de Portugal | Centro Hospitalar Universitário de São João, Oporto | Oporto          | Vinculado a los casos confirmados        | Confirmados y hospitalizados     | [ 31 ] [ 32 ]                                                  |
| 9        | 5 de marzo de 2020  | 42    | Hombre | Bandera de Portugal | Hospital Curry Cabral, Lisboa                       | Lisboa          | Vinculado a los casos confirmados        | Confirmados y hospitalizados     | [ 33 ] [ 34 ] [ 35 ]                                           |
| 10       | 6 de marzo de 2020  | 40-49 | Hombre | Bandera de Portugal | Centro Hospitalar Universitário de São João, Oporto | Oporto          | Vinculado a los casos confirmados        | Confirmados y hospitalizados     | [ 36 ] [ 37 ]                                                  |
| 11       | 6 de marzo de 2020  | 40-49 | Hombre | Bandera de Portugal | Centro Hospitalar Universitário de São João, Oporto | Oporto          | Vinculado a los casos confirmados        | Confirmados y hospitalizados     | [ 36 ] [ 37 ]                                                  |
| 12       | 6 de marzo de 2020  | 50-59 | Hombre | Bandera de Portugal | Centro Hospitalar Universitário de São João, Oporto | Oporto          | Vinculado a los casos confirmados        | Confirmados y hospitalizados     | [ 36 ] [ 37 ]                                                  |
| 13       | 6 de marzo de 2020  | >70   | Mujer  | Bandera de Portugal | Hospital Curry Cabral, Lisboa                       | Lisboa          | Vinculado a los casos confirmados        | Confirmados y hospitalizados     | [ 36 ] [ 37 ]                                                  |
| 14       | 7 de marzo de 2020  | 20    | Mujer  | Bandera de Portugal | Centro Hospitalar Universitário de São João, Oporto | Oporto          | Vinculado a los casos confirmados        | Confirmados y hospitalizados     | [ 38 ]                                                         |
| 15       | 7 de marzo de 2020  | 60    | Mujer  | Bandera de Portugal | Centro Hospitalar Universitário de São João, Oporto | Oporto          | Vinculado a los casos confirmados        | Confirmados y hospitalizados     | [ 38 ]                                                         |
| 16       | 7 de marzo de 2020  | 20-29 | Hombre | Bandera de Portugal | Centro Hospitalar Universitário de São João, Oporto | Oporto          | Vinculado a los casos confirmados        | Confirmados y hospitalizados     | [ 38 ]                                                         |
| 17       | 7 de marzo de 2020  | 40-49 | Hombre | Bandera de Portugal | Centro Hospitalar Universitário de São João, Oporto | Oporto          | Vinculado a los casos confirmados        | Confirmados y hospitalizados     | [ 38 ]                                                         |
| 18       | 7 de marzo de 2020  | 40-49 | Mujer  | Bandera de Portugal | Centro Hospitalar Universitário de São João, Oporto | Oporto          | Vinculado a los casos confirmados        | Confirmados y hospitalizados     | [ 38 ]                                                         |
| 19       | 7 de marzo de 2020  | 10-19 | Hombre | Bandera de Portugal | Centro Hospitalar Universitário de São João, Oporto | Oporto          | Vinculado a los casos confirmados        | Confirmados y hospitalizados     | [ 39 ]                                                         |
| 20       | 7 de marzo de 2020  | 19    | Hombre | Bandera de Portugal | Centro Hospitalar Universitário de São João, Oporto | Braga           | Vinculado a los casos confirmados        | Confirmados y hospitalizados     | [ 40 ]                                                         |
| 21       | 7 de marzo de 2020  | 10-19 | Mujer  | Bandera de Portugal | Centro Hospitalar Universitário de São João, Oporto | Braga           | Vinculado a los casos confirmados        | Confirmados y hospitalizados     | [ 40 ]                                                         |
| 29 - 57  | 10 de marzo de 2020 |       |        |                     |                                                     |                 |                                          | Confirmados y hospitalizados     | [ 41 ] [ 42 ] [ 43 ] [ 44 ] [ 45 ] [ 46 ] [ 47 ] [ 48 ] [ 49 ] |
| 58 - 59  | 11 de marzo de 2020 |       |        |                     |                                                     |                 |                                          | Confirmado pero no hospitalizado | [ 50 ]                                                         |
| 60 - 78  | 12 de marzo de 2020 |       |        |                     |                                                     |                 |                                          |                                  | [ 51 ]                                                         |
| 79 - 112 | 13 de marzo de 2020 |       |        |                     |                                                     |                 |                                          |                                  | [ 52 ]                                                         |

## Estadísticas

### Casos por administraciones regionales de salud (ARS)
| Región del Norte        | 1 645 462 | 7075   |
| Lisboa y Valle del Tajo | 1 662 616 | 9427   |
| Región del Centro       | 743 480   | 4343   |
| Algarve                 | 197 939   | 811    |
| Alentejo                | 196 272   | 1348   |
| Madeira                 | 122 016   | 256    |
| Azores                  | 104 533   | 144    |
| Extranjero              | 21        | 0      |
| Portugal                | 4 672 318 | 23 937 |

## Respuesta de la Unión Europea
A partir de finales del primer trimestre de 2020, varios de los Estados miembros de la Unión se confrontaron a la crisis sanitaria de la pandemia de COVID-19. El impacto mediático generado por la situación, precipitó a los gobiernos nacionales y a las instituciones europeas a una situación sin precedentes, que en marzo, llevó a que los Estados miembros aceptaran la recomendación emitida por la Comisión Von der Leyen sobre lo que deberían hacer para restringir la entrada en el territorio a los residentes extracomunitarios. Casi al mismo tiempo, la Comisión lanzó su primera reserva de material médico con el fin de repartirlo a los Estados de la Unión más afectados por la pandemia.
En abril se sucedieron numerosas acciones políticas en respuesta a la crisis. En primer lugar reaccionó el Banco Central Europeo (BCE) con un programa de compra de títulos para evitar el colapso de los mercados de deuda, lo que contribuyó a estabilizar la situación financiera. Entonces, tras ser aprobada por primera vez la denominada “cláusula general de salvaguarda” prevista para escenarios de graves crisis generalizadas que afecten a la eurozona, la Comisión pudo levantar los límites que fijaba el pacto de estabilidad y crecimiento. De esta forma se autorizó a los gobiernos nacionales a inyectar en la economía tanto dinero «como fuese necesario». A dicha flexibilización se añadieron también los cambios en la autorización de ayudas públicas, ya que la normativa permitió otorgar hasta 800.000 euros por compañía en forma de subvención directa o ventajas fiscales. De manera complementaria, el Eurogrupo logró un acuerdo la segunda semana de abril que estableció los detalles de la primera red de seguridad comunitaria contra los efectos de la pandemia.
Pero el anuncio más destacado llegó el 18 de mayo de 2020, cuando en una rueda de prensa Merkel y Macron presentaron un plan para la UE en el marco de la crisis de la pandemia. Este impulso se integró con varias acciones institucionales de las semanas anteriores, y sirvió de base al plan recuperación económica (Next Generation EU) presentado por Von der Leyen la semana siguiente. Empero, el anuncio conjunto de Merkel y Macron fue impulsado por un fallo del Tribunal Constitucional de Alemania, que días antes había puesto en duda la independencia del Banco Central Europeo (BCE) para mantener a flote las economías de los miembros más vulnerables de la organización, así como la gobernabilidad de la UE. Hasta entonces, Merkel —quien ocho años antes, en el punto más álgido de la crisis del euro, aseguró que no habría eurobonos «mientras yo viva»— se había opuesto a la propuesta de Macron para crear un fondo que obligaría a los 27 a aumentar la deuda de forma conjunta.
En diciembre de 2020, la vacuna Tozinameran contra la COVID-19 logró la autorización de comercialización en la UE. BioNTech (Societas europaea), el laboratorio al origen de dicho producto, había recibido más de 9 millones de euros de financiación de la UE para la investigación durante la década precedente. Además, en junio fue beneficiario de un préstamo de 100 millones de euros del Banco Europeo de Inversiones (BEI), respaldado por la UE. Esto ayudó al laboratorio alemán a ampliar sus capacidades de fabricación y a suministrar la vacuna a nivel mundial.
En el plano internacional, durante el mes de mayo la Comisión lanzó la "Respuesta mundial al coronavirus", una acción que perseguía el «acceso universal a vacunas, tratamientos y tests de coronavirus asequibles». En la primera jornada del evento quedó cubierto el objetivo monetario de 7400 millones de euros, más de un tercio de los cuales procedían de la UE y sus Estados miembros. Este “maratón mundial de donantes”, dio paso al lanzamiento de una campaña denominada Global Goal: Unite for our Future que culminó el 27 de junio con una cumbre mundial de donantes, presidida por Von der Leyen, que recaudo 6.150 millones de euros.